# آتاناس آپوستولوف
آتاناس آپوستولوف (بلغاری: Атанас Апостолов؛ زادهٔ ۱۱ مارس ۱۹۸۹) بازیکن فوتبال اهل بلغارستان است.